# Encyclopedia Americana
L'Encyclopedia Americana è una delle più grandi enciclopedie generali in lingua inglese. Dopo l'acquisizione di Grolier, nel 2000, l'enciclopedia è stata prodotta da Scholastic.
L'enciclopedia ha più di 45000 articoli, la maggior parte dei quali con più di 500 parole e molti con una lunghezza considerevole (l'articolo sugli "Stati Uniti" ha più di 300000 parole). La parte relativa alla storia e alla geografia statunitense e canadese è sempre stato un punto di forza, ma recentemente il suo vantaggio si è ridotto a causa delle pubblicazioni in formato elettronico. Scritta da 6500 contributori, l'Enciclopedia Americana include più di 9000 bibliografie, 150000 riferimenti incrociati, 1000+ tabelle, 1200 mappe e circa 4500 immagini in bianco e nero e a colori. Ha anche 680 factbox. La maggior parte degli articoli sono firmati.
Da tempo disponibile in 30 volumi, adesso è anche disponibile come enciclopedia online ad abbonamento. Nel marzo 2008, Scholastic annunciò che le vendite della versione cartacea erano buone e che la compagnia stava ancora decidendo sul futuro della versione cartacea. La compagnia non produsse l'edizione del 2007, cambiando così il suo approccio che consisteva nel pubblicare ogni anno una versione cartacea con le revisioni.
La versione online dell'Enciclopedia Americana, introdotta per la prima volta nel 1997, continua ad essere aggiornata e venduta. Questa versione, così come quella cartacea dalla quale deriva, è rivolta agli studenti della high school e al primo anno di college e agli utenti delle biblioteche pubbliche. È disponibile alle biblioteche come opzione del servizio Grolier Online reference, che include anche la Groiler Multimedia Encyclopedia, rivolta agli studenti della middle e high school e The New Book of Knowledge, una enciclopedia per gli studenti delle scuole elementari. Grolier Online non è disponibile a soggetti singoli.

## Storia

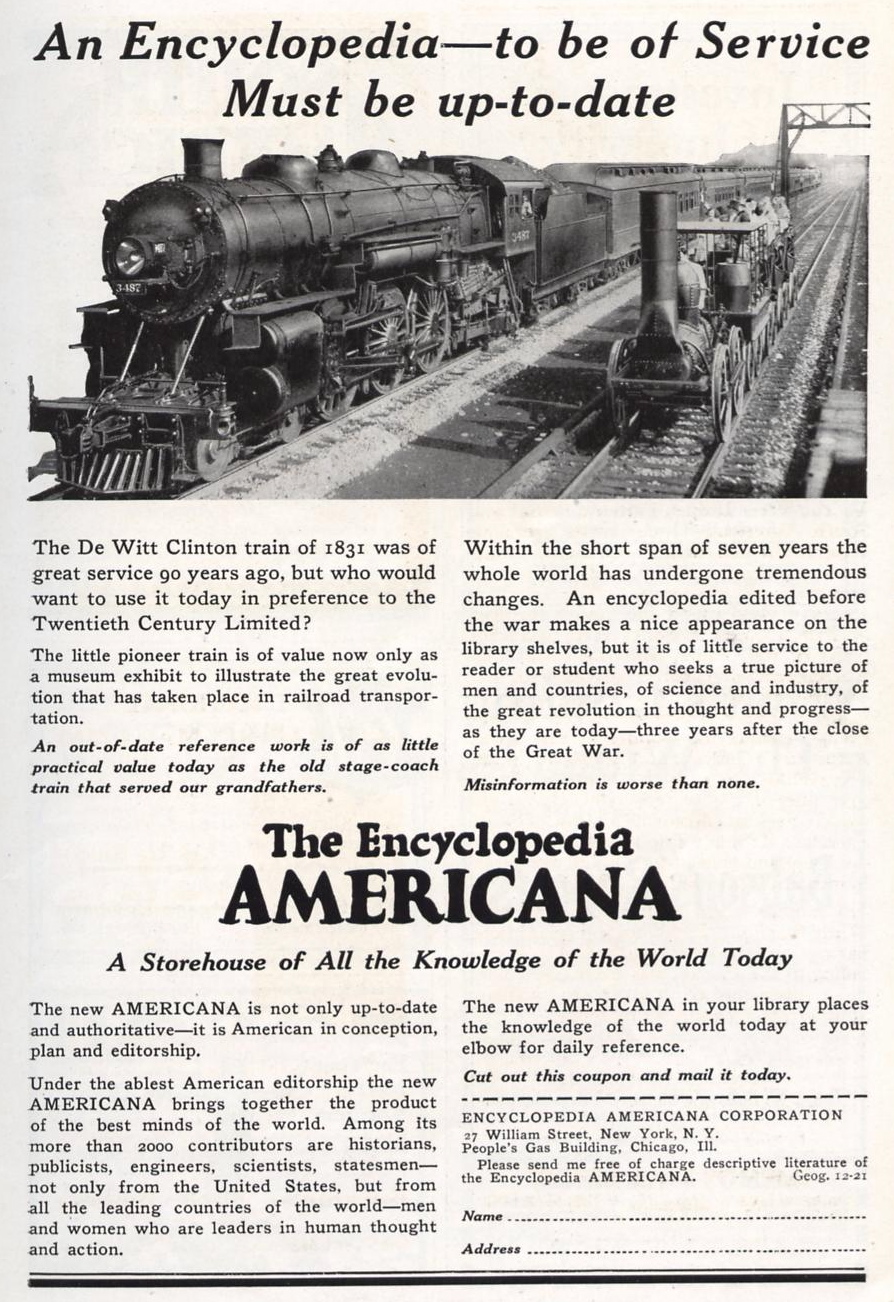
Questa pubblicità del 1921 per l'Encyclopedia Americana afferma che le altre enciclopedie sono obsolete come le locomotive di 90 anni prima.

L'Encyclopædia Americana. Un dizionario popolare di arti, scienze, letteratura, storia, politica e biografie, aggiornata fino ad oggi, tra cui una copiosa collezione di articoli originali nelle biografie americane; sulla base della settima edizione del tedesco Conversations-Lexicon, è stata fondata da Francis Lieber, di origine tedesca. Dopo la Dobson's Encyclopædia (1789–1798), è stata la prima importante enciclopedia americana.